# Bibliothèque nationale de Colombie
La Biblioteca Nacional de Colombia (Bibliothèque nationale de Colombie) est la Bibliothèque nationale de la Colombie. Elle fut fondée en 1777 et est localisée à Bogota.

## Historique

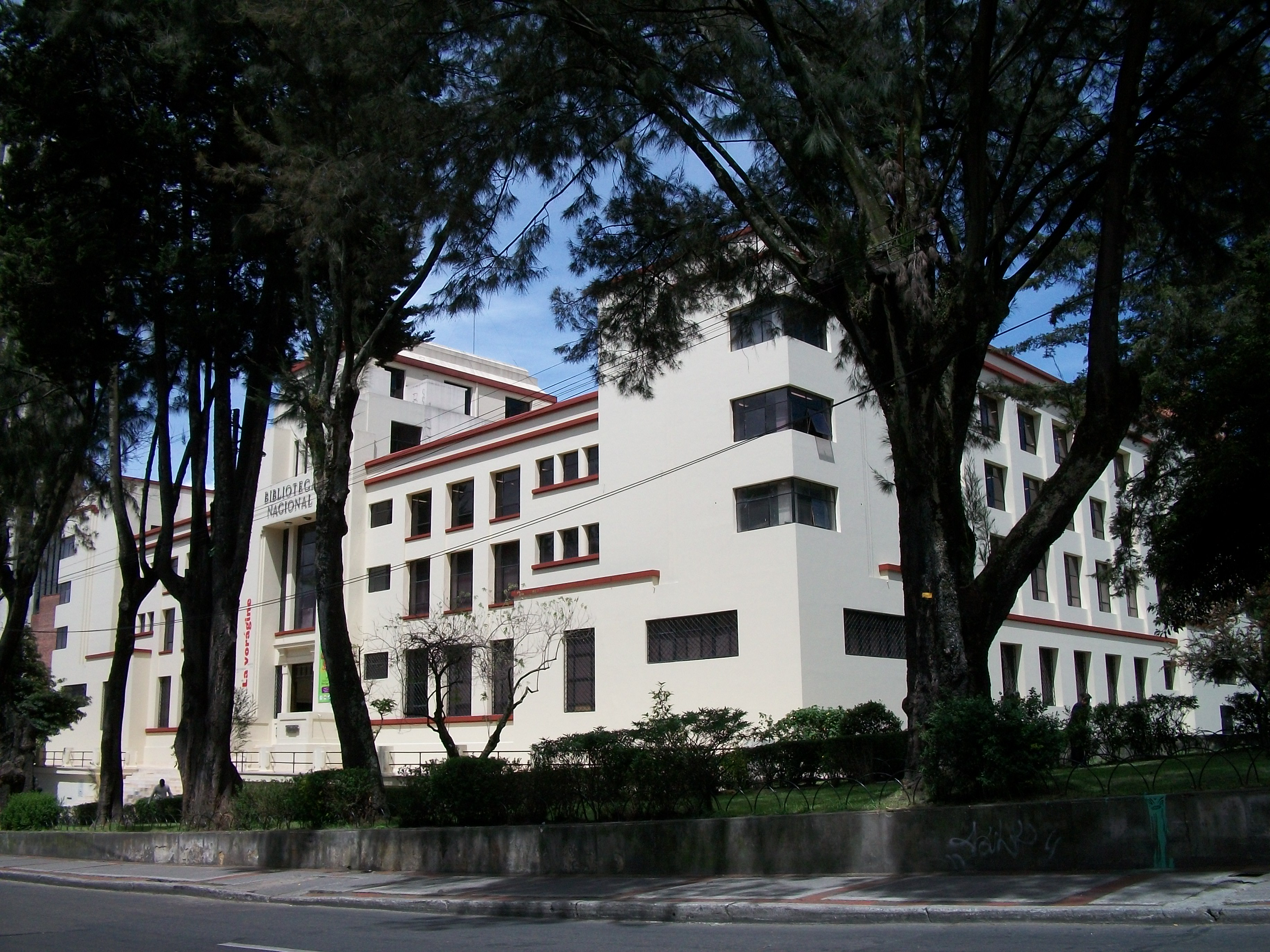
La Bibliothèque nationale de Colombie.

La Bibliothèque nationale de Colombie fut fondée en 1777, par le Vice-roi Manuel de Guirior, c'est donc la plus ancienne Bibliothèque nationale d'Amérique du Sud. Les premiers fonds venaient des collections des Jésuites, expulsés d'Espagne et de son Empire par Charles III en 1767.
En 1825, Francisco de Paula Santander la déménage dans le Colegio de San Bartolomé, et lui donne son nom actuel. En 1834, elle devient la dépositaire du dépôt légal, et de la bibliographie nationale colombienne.
En 1938, elle déménage dans son actuel bâtiment dans le Parque de la Independencia. C'est dans ce bâtiment qu'eut lieu la première émission de télévision de Colombie.

## Collections
Outre la collection alimentée par le dépôt légal, la Bibliothèque nationale de Colombie possède 47 incunables et 610 manuscrits. Elle possède aussi de nombreux livres rares ou précieux, ainsi que des fonds provenant d'écrivains et de personnalités colombiennes.

## Missions
La première mission de la Bibliothèque nationale de Colombie est la protection du patrimoine écrit de la Colombie. Elle a aussi un rôle dans la coordination du réseau de bibliothèques publiques en Colombie. Elle assure aussi une mission de formation des bibliothécaires colombiens.